# X Muscae
X Muscae är en pulserande variabel av Mira Ceti-typ i stjärnbilden Flugan.
Stjärnan varierar mellan ungefär visuell magnitud +11,9 och mindre än 15,0 med en period av 266 dygn.